# Тракија
Тракија (грч. Θράκη [], буг.  [], лат. Thracia или Threcia, тур. Trakya) је историјска и географска област на крајњем југоисточном делу Балканског полуострва. Област Тракије је због свог доброг саобраћајног положаја имала веома нестабилну историју, па је и данас подељена између три државе: Грчке, Турске и Бугарске. Турци ову област зову и Румелијом.

## Етимологија
Реч Тракија, од старогрчке речи Thráke (Θρᾴκη), првобитно се односила на Трачане (старогрчка Тракеја, Thrákes (Θρᾷκες)), древни народ који је настањивао југоисточну Европу. У антици, се ова област називала Европа, пре него што је термин проширен тако да описује целокупан континент. Регион је могао бити назван по главној тамошњој реци Хеброс (Марица), вероватно од индоевропског arg „бела река“ (супротно Вардару, што значи „црна река“), Према алтернативној теорији, Хеброс значи „коза“ на трачком.

## Географија
Рељеф Тракије је различит. На западу је то претежно планинска област Родопа, док се у средишњем делу спушта у пространу и плодну долину Марице. На истоку се поново уздижу планине Истранџа и Браница. На јужној обали има доста мочварних подручја. Тракији припада и Галипољско полуострво.
Клима је средоземна дуж егејске обале Тракије, да би у равницама у унутрашњости подручја прешла у њену измењену варијанту (хладне зиме са снегом и мразом). У планинским крајевима клима је много оштрија и потпуно континентална. Изузев планинских крајева на западу, већи део области прима мало падавина (нарочито лети), па је за развој пољопривреде неопходно наводњавање.

### Положај и границе
Тракија се налази у југоисточном углу Балкана. Простире се између реке Месте и изворног дела реке Арде на западу и Босфора на истоку. На северу су границе североисточни Родопи, планине Истранџа и Браница и простире се на југ све до Дарданела, Егејског и Мраморног мора. Пружа се правцем запад-исток око 358 km, правцем север-југ најшира је у централном делу око 142 km, а у пределу Истанбула око 27 km. Највећи део Тракије припада Бугарској, мањи Турској, а најмањи Грчкој. Дели се на Источну, Западну и Северну Тракију. Источна Тракија захвата европски део Турске, а западна Тракија обухвата део североисточне Грчке између река Месте и Марице и грчко-бугарске границе. Северна Тракија захвата југоисточни део Бугарске.
Историјске границе Тракије су варирале. Стари Грци су користили термин Тракија да би реферирали сву територију која се налазила северно од Тесалије коју су насељавали Трачани, регион који „није имао одређене границе“ и за који други региони (попут Македоније, па чак и Скитије) су додати. У једном старогрчком извору, сама Земља је подељена на „Азију, Либију, Европу и Тракију“. Како су Грци стекли знања о светској географији, „Тракија“ је почела да означава област омеђену Дунавом на северу, Еуксинским морем (Црно море) на истоку, северном Македонијом на југу и Илиријом на западу. То се у великој мери поклопило са трачким Одришким краљевством, чије су границе временом варирале. После македонског освајања, некадашња граница овог региона са Македонијом померена је са реке Струме на реку Месту. Ова употреба је трајала до римског освајања. Од сада се (класична) Тракија односила само на земљиште које је у великој мери покривало исти простор као и савремени географски регион. У свом раном периоду, римска провинција Тракија је била овог обима, али након административних реформи крајем 3. века, знатно је смањена територија Тракије сведена је на шест малих провинција које су чиниле Тракијску епархију. Средњовековна византијска тема Тракија садржала је само оно што је данас Источна Тракија.

## Историја
Тракију су првобитно насељавали Пелазги, племе које је било у тесној вези са другим грчким племенима. Тачније Херодот каже како су Грци када су се досељавали на територију данашње Грчке тамо затекли Пелазге са којима су живели а када су ојачали тада их истискивали. Такође и други антички писци користе назив Пелазги за староседеоце данашње Грчке Трачани су основали Елефсис на Атици, а митски музичари Орфеј и Мусеос били су Трачани. У древна времена Тракија се простирала од планине Олимп на југу, све до Дунава на северу, а Абдера, родно место Демокрита, била је једна од њених најчувенијих градова. Током римског и византијског периода Тракија је и даље имала важну улогу у историји и била једна од њених балканских провинција.
Велики део Тракије почетком 20. века је отцепљен и дат Бугарској, док је после Првог светског рата, Турска узела други део око Једрена (Споразум у Лозани, 1923. године), а Грчка је преузела егејски део области са градовима Ксанти, Комотини и Александруполис. Река Марица постала је граница између Грчке и Турске. Ове околности и бројни ратови и немири довели су до тога да се некад веома верски и етнички измешано становништво у целој Тракији пресели у делове који су припали њиховим матицама.

## Становништво
Тракија је одувек била густо насељена, а и данас спада у гушће насељене делове Балкана. По последњим подацима број становника је следећи:
| Део Тракије      | Окрузи                                                                           | Површина | Становништво  | Густина насељености |
| ---------------- | -------------------------------------------------------------------------------- | -------- | ------------- | ------------------- |
| Грчка Тракија    | Родопи, Еврос, Ксанти                                                            | 8.578 km²   | 368.993 ст.   | 43,0 ст./км²        |
| Турска Тракија   | Једрене, Киркларели, Текирдаг, Истанбул (део)                                    | 22.000 km²  | 8.500.000 ст. | 380 ст./км²         |
| Бугарска Тракија | Крџали, Пловдив, Смољан, Пазарџик, Хасково, Стара Загора, Бургас, Јамбол, Сливен | 42.084 km²  | 2.828.653 ст. | 67,2 ст./км²        |

Највећи градови у Тракији су: Истанбул (део), Пловдив, Бургас, Стара Загора, Сливен, Једрене, Текирдаг, Александруполис.

## Привреда
Тракија је одувек представљала плодну равницу окружену планинским крајевима, па је значај развијене пољопривреде одувек био важан за њену историју. Пољопривреда је и данас развијена (уз наводњавање). У новије време дошло је до наглог развоја индустрије, нарочито око највећих градова, (Истанбула посебно).
Повољни услови за развој саобраћаја такође су одлика Тракије, јер преко ње воде сви сувоземни путеви са Балкана ка Малој Азији. Најважнији путеви су:
- Моравско-балкански пут — од Истанбула дуж долине Марице и даље Велике Мораве;
- Пут Игњација — од Истанбула дуж Егејске обале Тракије;
- Црноморски пут — део дуж западне обале Црног мора.

Ови путеви данас спадају у најпрометније путеве не само Балкана, него и целе Европе.